# Red Bull Junior Team
A Red Bull Junior Team egy a Red Bull GmbH cég által támogatott fiatal versenyzőket vesz pártfogásba a nyitott karosszériájú versenyzés világában. A program támogatója és finanszírozója a Red Bull energiaitalt gyártó cég.
A program sikerességét mutatja, hogy már három pilóta is tudott Formula–1-es futamot nyerni, Sebastian Vettel, Daniel Ricciardo és Max Verstappen. A Red Bullnak két Formula–1-es csapata is van, az Red Bull Racing és a Scuderia AlphaTauri.
A Red Bull Junior Team első hivatalos neve RSM Marko volt, ezen a néven 1999 és 2003 között versenyeztek a Formula–3000-s szériában. A Red Bull Junior programot hivatalos keretek közt 2001-ben indították el, az első generáció egyik legígéretesebb tagja, Christian Klien a Jaguar versenyzőjeként 2004-ben debütált a Formula–1-ben, majd a következő két szezonban összesen 28 versenyen kapott szerepet a zöldeket felvásároló Red Bull csapatnál. A program első Formula–1-es futamot nyerő pilótája 2008-ban Sebastian Vettel volt, még a Toro Rosso színeiben az olasz nagydíjon.

## Jelenlegi versenyzők
(2024 októbere szerint) 
| Versenyző           | Jelenlegi sorozat                               |
| ------------------- | ----------------------------------------------- |
| Ivasza Ajumu        | Super Formula                                   |
| Arvid Lindblad      | FIA Formula–3 bajnokság                         |
| Isack Hadjar        | FIA Formula–2 bajnokság                         |
| Enzo Deligny        | Formula Regionális Európa-bajnokság             |
| Enzo Tarnvanichkul  | Spanyol Formula–4-bajnokság                     |
| Pepe Martí          | FIA Formula–2 bajnokság                         |
| Tim Tramnitz        | FIA Formula–3 bajnokság                         |
| Oliver Goethe       | FIA Formula–3 bajnokság FIA Formula–2 bajnokság |
| James Egozi         | Spanyol Formula–4-bajnokság                     |
| Fionn McLaughlin    | Karting (OK)                                    |
| Scott Lindblom      | Karting (OK)                                    |
| Ernesto Rivera      | Spanyol Formula–4-bajnokság                     |
| Jules Caranta       | Francia Formula–4-bajnokság                     |
| Rocco Coronel       | Karting (OK)                                    |
| Christopher Feghali | Karting (OK)                                    |
| Nikola Colov        | FIA Formula–3 bajnokság                         |
| Niklas Schaufler    | Karting (OK)                                    |

## Korábbi versenyzők
| Former Red Bull Junior Team Drivers | Former Red Bull Junior Team Drivers | Former Red Bull Junior Team Drivers |
| Versenyző                           | Évek                                | Jövő |
| ----------------------------------- | ----------------------------------- | --- |
| Alexander Albon                     | 2012                                | Eurocup Formula Renault 2.0 (2013–14) Formula Renault 2.0 NEC (2013–14) |
| Filipe Albuquerque                  | 2007                                | Formula Renault 3.5 Series (2008) International Superstars Series (2009–10) Italian GT Championship (2009–11) Blancpain Endurance Series (2011–12) Deutsche Tourenwagen Masters (2012–13) Rolex Sports Car Series (2013) United SportsCar Championship (2014) FIA World Endurance Championship (2014) European Le Mans Series (2014) |
| Mihail Aljosin                      | 2005–09                             | Formula Renault 3.5 Series (2010, 2012–13) German Formula Three (2011) Blancpain Endurance Series (2013) United SportsCar Championship (2014) IndyCar Series (2014) |
| Jaime Alguersuari                   | 2007–09                             | Formula–1 (2010–11) World Series Karting championship (2013) ADAC GT Masters (2014) Formula–E (2014) |
| Michael Ammermüller                 | 2007                                | International Formula Master (2008) A1 Grand Prix (2008–09) FIA GT3 European Championship (2010) ADAC GT Masters (2010–11) Porsche Supercup (2012–14) Porsche Carrera Cup Germany (2012, 2014) Blancpain Endurance Series (2013) |
| Pedro Bianchini                     | 2007                                | Formula BMW Europe (2008) Formula Renault 2.0 NEC (2008) ADAC Formel Masters (2009) |
| Tom Blomqvist                       | 2013                                | FIA European Formula 3 Championship (2014) |
| Mirko Bortolotti                    | 2009                                | GP3 Series (2010) FIA Formula Two Championship (2011) ADAC GT Masters (2012) Eurocup Mégane Trophy (2013) Lamborghini Super Trofeo Europe (2014) Formula Acceleration 1 (2014) Italian GT Championship (2014) |
| Sébastien Buemi                     | 2007–08                             | Formula–1 (2009–11) FIA World Endurance Championship (2012-14) Formula–E (2014) |
| Karun Chandhok                      | 2008                                | GP2 Series (2009) Formula–1 (2010–11) FIA World Endurance Championship (2012–14) FIA GT Series (2013) European Le Mans Series (2014) Formula–E (2014) |
| Stefano Coletti                     | 2007–08                             | Formula 3 Euro Series (2009) Formula Renault 3.5 Series (2010) GP2 Series (2009, 2011–14) |
| Tom Dillmann                        | 2007–08                             | Formula 3 Euro Series (2009) German Formula Three (2010) GP3 Series (2011) GP2 Series (2012–14) Porsche Carrera Cup France (2014) Porsche Supercup (2014) Porsche Carrera Cup Germany (2014) |
| John Edwards                        | 2007                                | Star Mazda Championship (2008) Atlantic Championship (2009) Continental Tire Sports Car Challenge (2010–14) Rolex Sports Car Series (2013) American Le Mans Series (2013) United SportsCar Championship (2014) |
| António Félix da Costa              | 2012–13                             | Deutsche Tourenwagen Masters (2014) Formula–E (2014) |
| Brendon Hartley                     | 2007–10                             | Formula Renault 3.5 Series (2011) GP2 Series (2012) FIA World Endurance Championship (2012–14) Rolex Sports Car Series (2013) European Le Mans Series (2013) United SportsCar Championship (2014) |
| Neel Jani                           | 2007                                | A1 Grand Prix (2008–09) Le Mans Series (2009–11) FIA GT1 World Championship (2010) Superleague Formula (2010–11) American Le Mans Series (2011–13) FIA World Endurance Championship (2012–14) |
| Daniel Juncadella                   | 2008–09                             | Formula 3 Euro Series (2010–12) FIA European Formula 3 Championship (2012) Deutsche Tourenwagen Masters (2013–14) |
| Danyiil Kvjat                       | 2010–13                             | Formula–1 (2014) |
| Mika Mäki                           | 2007–09                             | Formula 3 Euro Series (2010) |
| Kevin Mirocha                       | 2007                                | German Formula Three (2008) Formula 3 Euro Series (2009) Formula Renault 2.0 NEC (2010) GP2 Series (2011) FIA Formula Two Championship (2012) |
| Daniel Morad                        | 2007                                | Atlantic Championship (2008) A1 Grand Prix (2008–09) GP3 Series (2010–11) Firestone Indy Lights (2011) |
| Oliver Oakes                        | 2007                                | Formula 3 Euro Series (2008) British Formula Three Championship (2009) GP3 Series (2010) |
| Callan O'Keeffe                     | 2012–13                             | Eurocup Formula Renault 2.0 (2014) Formula Renault 2.0 NEC (2014) |
| Edoardo Piscopo                     | 2007                                | Olasz Formula–3-as bajnokság (2008) FIA Formula Two Championship (2009) Auto GP (2010) Blancpain Endurance Series (2011) Porsche Carrera Cup Italy (2012) International Superstars Series (2013) Lamborghini Super Trofeo Europe (2014)                                                                                              |
| Niall Quinn                         | 2006                                | Formula BMW ADAC (2007) Asian Formula Three Championship (2007–08) German Formula Three Championship (2008) British Formula Three Championship (2008) Formula Palmer Audi (2008) A1 Grand Prix (2009) Firestone Indy Lights (2010) Euro Racecar NASCAR Touring Series (2012)                                                         |
| Daniel Ricciardo                    | 2008–11                             | Formula–1 (2012–14) |
| Jean-Éric Vergne                    | 2008–11                             | Formula–1 (2012–14) |
| Jean-Karl Vernay                    | 2007–08                             | Formula 3 Euro Series (2009) Firestone Indy Lights (2010) Formula Renault 3.5 Series (2011) Porsche Carrera Cup France (2012) FIA World Endurance Championship (2012–13) Porsche Supercup (2013) European Le Mans Series (2013) Super GT (2014)                                                                                      |
| Sebastian Vettel                    | 2007                                | Formula–1 (2008–14) |
| Beitske Visser                      | 2013                                | Formula Renault 3.5 Series (2014) GP3 Series (2014) |
| Stefan Wackerbauer                  | 2012                                | Eurocup Formula Renault 2.0 (2013) ADAC GT Masters (2014) |
| Robert Wickens                      | 2007, 2009                          | Formula Renault 3.5 Series (2008, 2011) GP3 Series (2010) Deutsche Tourenwagen Masters (2012–14) |
| Lewis Williamson                    | 2012                                | GP3 Series (2012–13) |
| Adrian Zaugg                        | 2007                                | GP2 Series (2008–11) Lamborghini Super Trofeo Europe (2012–14) Italian GT Championship (2013) |